# Sportklub Vorwärts Steyr
Lo Sportklub Vorwärts Steyr, o semplicemente Vorwärts Steyr, è una società calcistica austriaca di Steyr, in Alta Austria.

## Storia
Fondata nel 1919, la società dell'Alta Austria ha disputato complessivamente 12 campionati nella massima serie austriaca, l'ultimo dei quali nella stagione 1998-1999, al termine della quale andò incontro a gravi problemi finanziari e dovette ripartire dai campionati regionali.
Nella stagione 2010-2011 ha vinto il campionato dell'Alta Austria ottenendo la promozione in Regionalliga, ma è retrocessa nuovamente dopo una sola stagione.

## Organico

### Rosa 2020-2021
Aggiornata al 6 ottobre 2020
| N. |                     | Ruolo | Calciatore          |
| -- | ------------------- | ----- | ------------------- |
| 1  | Austria (bandiera)  | P     | Bernhard Staudinger |
| 6  | Slovenia (bandiera) | D     | Alem Pasić          |
| 7  | Austria (bandiera)  | C     | Michael Drga        |
| 8  | Austria (bandiera)  | C     | Rahman Jawadi       |
| 10 | Spagna (bandiera)   | C     | David Gonzalez      |
| 11 | Austria (bandiera)  | D     | Sascha Fahrngruber  |
| 12 | Austria (bandiera)  | C     | Patrick Bilic       |
| 13 | Austria (bandiera)  | P     | Benedikt Tober      |
| 14 | Serbia (bandiera)   | C     | Bojan Mustetić      |
| 16 | Austria (bandiera)  | D     | Paul Sahanek        |
| 17 | Spagna (bandiera)   | D     | Alberto Prada       |
| 18 | Austria (bandiera)  | D     | Julian Krenn        |
| 19 | Croazia (bandiera)  | C     | Josip Martinović    |

| N. |                    | Ruolo | Calciatore                  |
| -- | ------------------ | ----- | --------------------------- |
| 20 | Austria (bandiera) | D     | Nicolas Wimmer              |
| 21 | Austria (bandiera) | A     | Robin Mayr-Fälten           |
| 22 | Austria (bandiera) | C     | Kevin Brandstätter          |
| 23 | Austria (bandiera) | C     | Thomas Himmelfreundpointner |
| 25 | Austria (bandiera) | C     | Steven Schmidt              |
| 26 | Austria (bandiera) | C     | Pascal Hofstätter           |
| 27 | Austria (bandiera) | C     | Pascal Fischer              |
| 30 | Austria (bandiera) | P     | Valerian Hüttner            |
| 31 | Austria (bandiera) | D     | Michael Halbartschlager     |
| 34 | Austria (bandiera) | A     | Orhan Vojic                 |
| 47 | Austria (bandiera) | C     | Philipp Ablinger            |
| 77 | Austria (bandiera) | D     | Michael Martic              |

## Palmarès

### Competizioni nazionali
- Campionato di Erste Liga: 1

1997-1998

### Competizioni regionali
- Campionato dell'Alta Austria: 13

1919-1920, 1920-1921, 1921-1922, 1922-1923, 1939-1940, 1945-1946, 1948-1949, 1954-1955, 1969-1970, 1974-1975, 1978-1979, 1981-1982, 2010-2011
- Coppa dell'Alta Austria: 2

1937-1938, 1948-1949, 2009-2010
- Campionato di 2. Landesliga: 1

2008-2009
- Campionato di Bezirksliga: 1

2005-2006
- Campionato di 1. Liga: 1

2004-2005
- Campionato di 2. Liga: 1

2002-2003

### Altri piazzamenti
- Coppa d'Austria:

Finalista: 1948-1949
Semifinalista: 1995-1996